# Best of: Volume 1
Pour les articles homonymes, voir Best of.
Albums de Van Halen
Balance
(1995) Van Halen III
(1998)
Best Of - Volume 1 est le premier album de compilation de Van Halen sorti en 1996. Il contient 17 titres remasterisés pour l'occasion, dont les classiques : Jump, Ain't Talkin' 'bout Love, Why Can't This Be Love. À noter la présence de Humans Being, B.O. du film Twister. Cet album contient aussi deux inédits enregistrés en 1996 avec David Lee Roth : Can't Get This Stuff No More et Me Wise Magic.

## Titres
1. "Eruption"  – 1:42 (Michael Anthony, David Lee Roth, Eddie Van Halen, Alex Van Halen)
  - (de Van Halen, 1978)
2. "Ain't Talkin' About Love"  – 3:47 (Anthony, Roth, Van Halen, Van Halen)
  - (de Van Halen, 1978)
3. "Runnin' with the Devil"  – 3:32 (Anthony, Roth, Van Halen, Van Halen)
  - (de Van Halen, 1978)
4. "Dance the Night Away"  – 3:04 (Anthony, Roth, Van Halen, Van Halen)
  - (de Van Halen II, 1979)
5. "And the Cradle Will Rock..."  – 3:31 (Anthony, Roth, Van Halen, Van Halen)
  - (de Women and Children First, 1980)
6. "Unchained"  – 3:27 (Anthony, Roth, Van Halen, Van Halen)
  - (de Fair Warning, 1981)
7. "Jump"  – 4:04 (Anthony, Roth, Van Halen, Van Halen)
  - (de 1984, 1984)
8. "Panama"  – 3:31 (Anthony, Roth, Van Halen, Van Halen)
  - (de 1984, 1984)
9. "Why Can't This Be Love"  – 3:45 (Anthony, Sammy Hagar, Van Halen, Van Halen)
  - (de 5150, 1986)
10. "Dreams"  – 4:54 (Anthony, Hagar, Van Halen, Van Halen)
  - (de 5150, 1986)
11. "When It's Love"  – 5:36 (Anthony, Hagar, Van Halen, Van Halen)
  - (de OU812, 1988)
12. "Poundcake"  – 5:22 (Anthony, Hagar, Van Halen, Van Halen)
  - (de For Unlawful Carnal Knowledge, 1991)
13. "Right Now"  – 5:21 (Anthony, Hagar, Van Halen, Van Halen)
  - (de For Unlawful Carnal Knowledge, 1991)
14. "Can't Stop Lovin' You"  – 4:08 (Anthony, Hagar, Van Halen, Van Halen)
  - (de Balance, 1995)
15. "Humans Being"  – 5:14 (Anthony, Hagar, Van Halen, Van Halen)
  - (de Twister bande originale, 1996)
16. "Can't Get This Stuff No More"  – 5:16 (Anthony, Roth, Van Halen, Van Halen)
  - (nouvelle chanson, 1996)
17. "Me Wise Magic"  – 6:09 (Anthony, Roth, Van Halen, Van Halen)
  - (nouvelle chanson, 1996)

## Musiciens
- David Lee Roth – chant (1-8,16-17)
- Sammy Hagar – chant, guitare (9-15)
- Eddie Van Halen – guitare, clavier, chœurs
- Michael Anthony – basse, chœurs
- Alex Van Halen – batterie, percussions